# Colesterolosis vesicular
En medicina, la colesterolosis vesicular es la acumulación focal de histiocitos espumosos (macrófagos) cargados de colesterol  en la lámina propia de la vesícula biliar.
A veces se llama vesícula biliar de fresa por el aspecto punteado de la superficie de la mucosa en un examen general, similar al que presentan las fresas. La colesterolosis está causada por una acumulación anormal de depósitos de ésteres de colesterol en macrófagos dentro de la lámina propia (células espumosas) y en el epitelio de la mucosa. La vesícula biliar puede estar afectada de forma localizada o de forma difusa. La forma difusa se presenta macroscópicamente como una mucosa roja brillante con motas amarillas (debido a los lípidos), de ahí la comparación con la fresa.
No está ligada a la colelitiasis (cálculos vesiculares) ni a la colecistitis (inflamación de la vesícula biliar).

## Imágenes adicionales

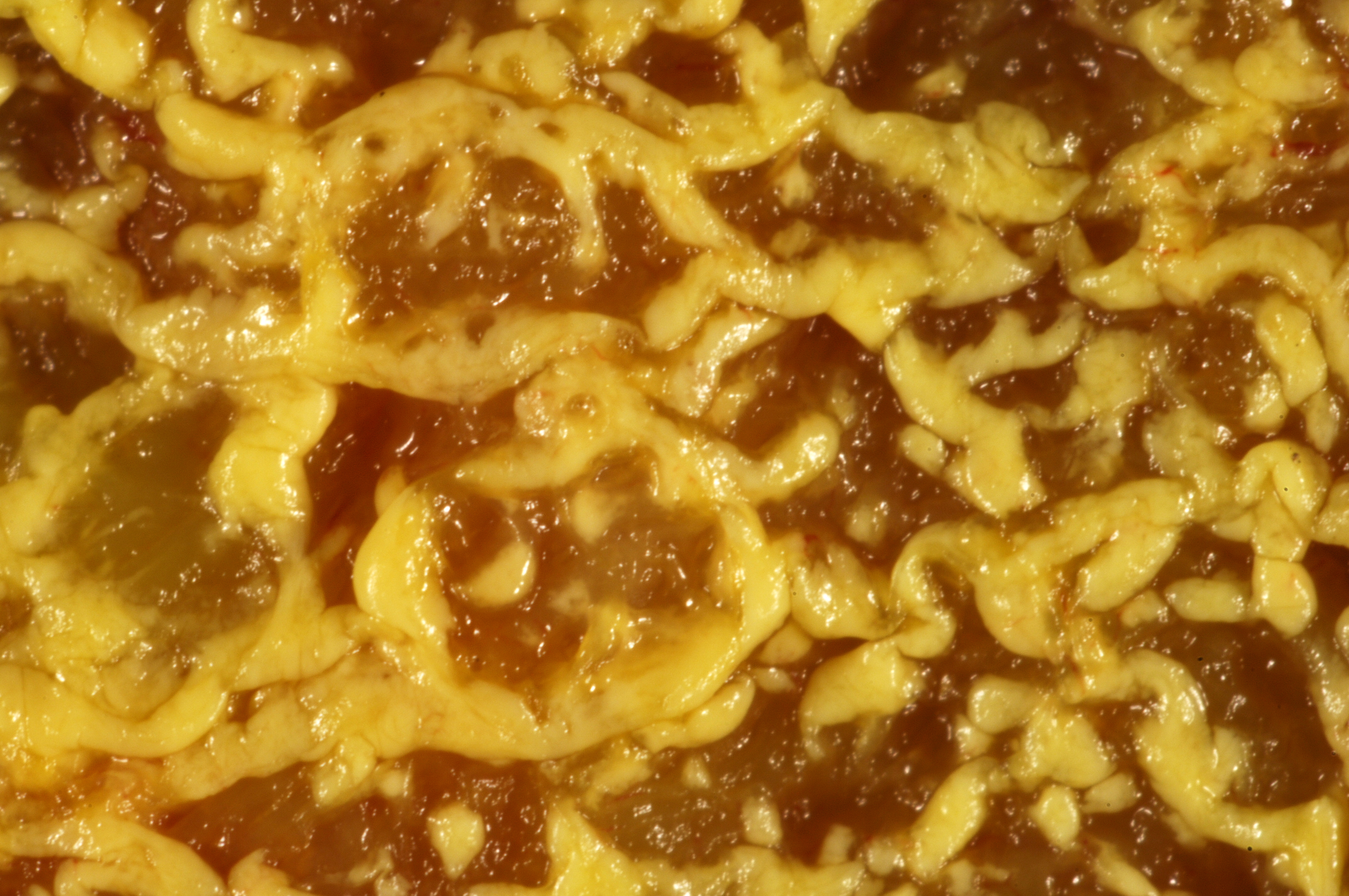
Colesterolosis de la vesícula biliar (imagen bruta)
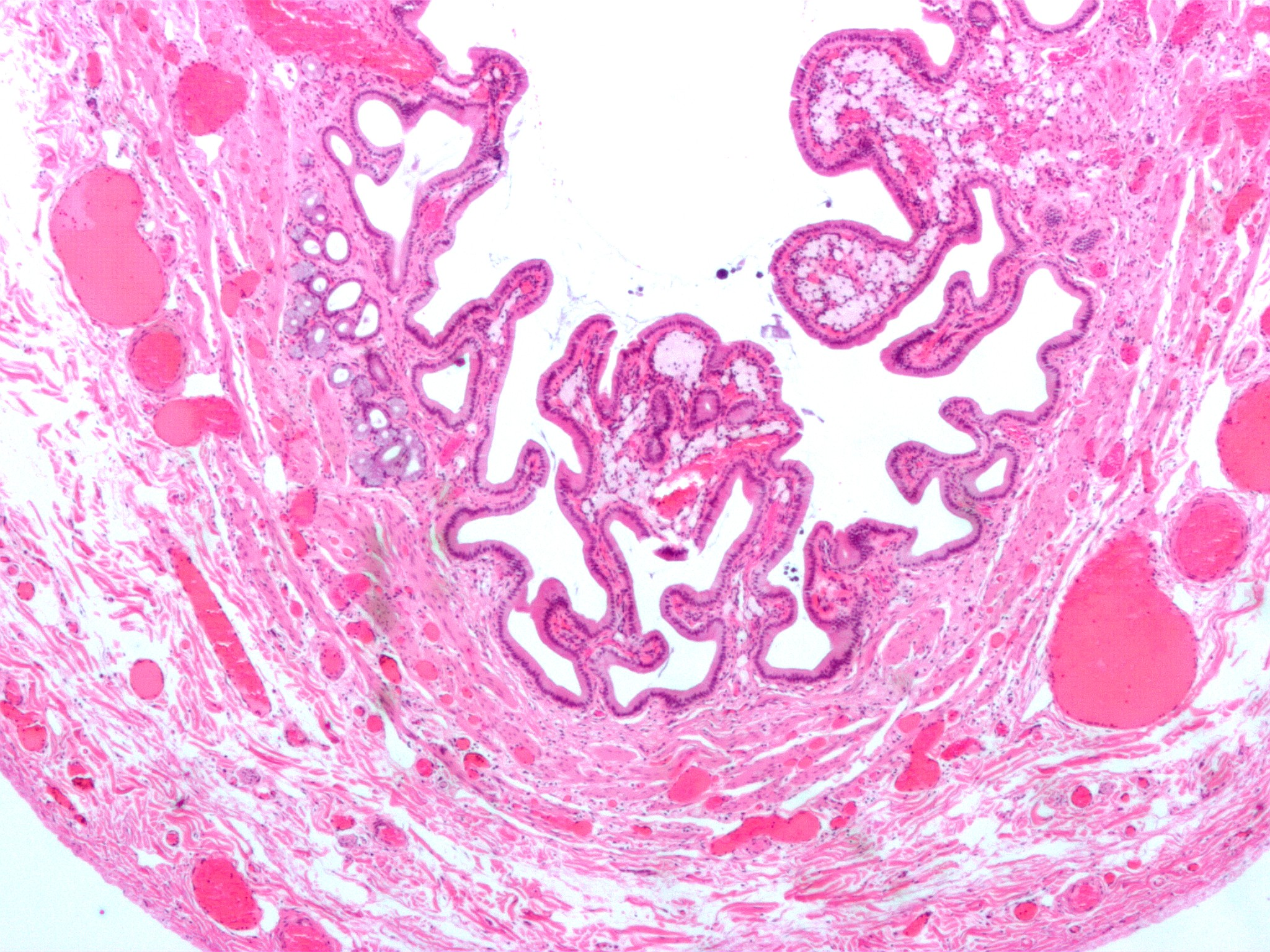
Micrografía de colesterolosis de la vesícula biliar
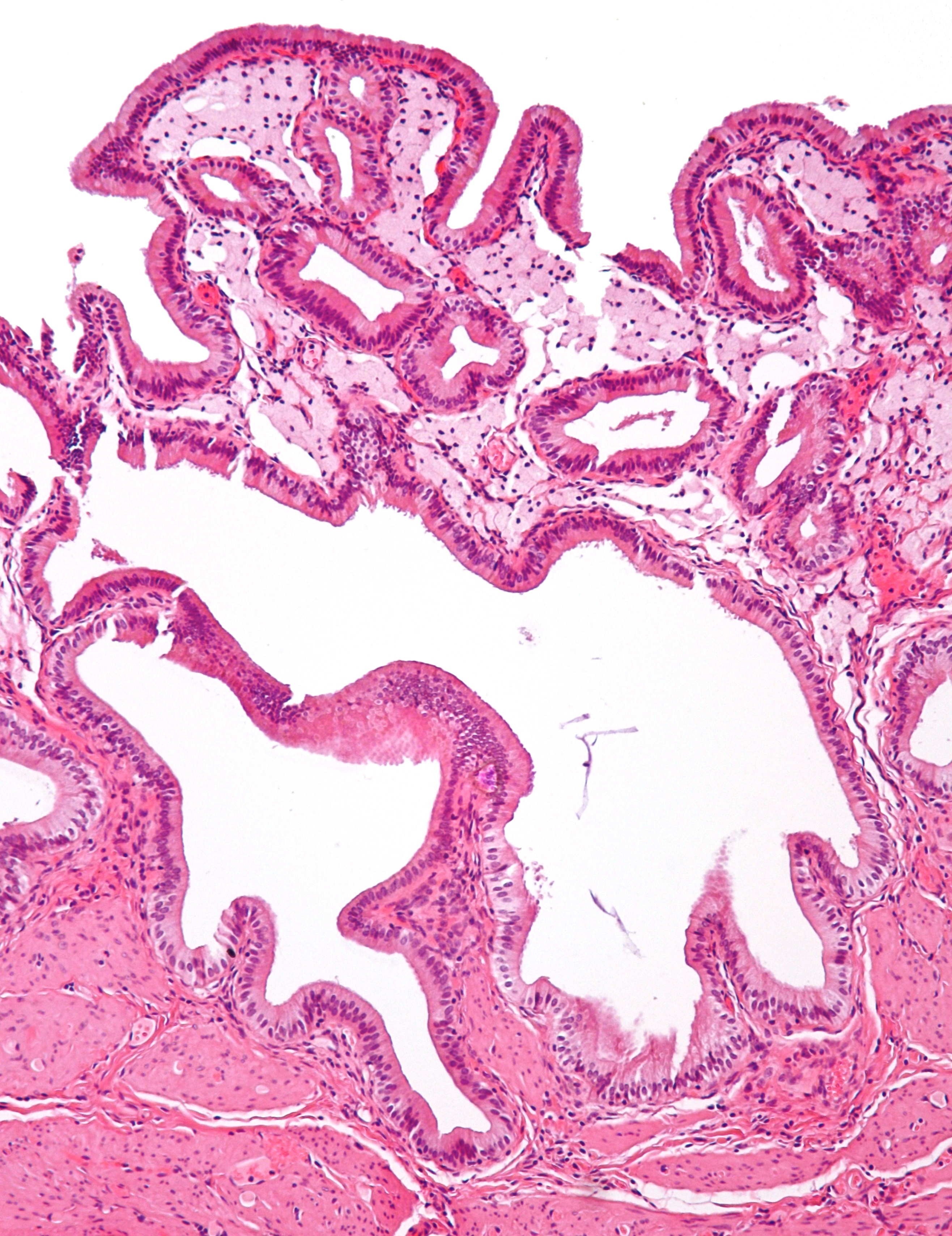
Micrografía de colesterolosis de la vesícula biliar
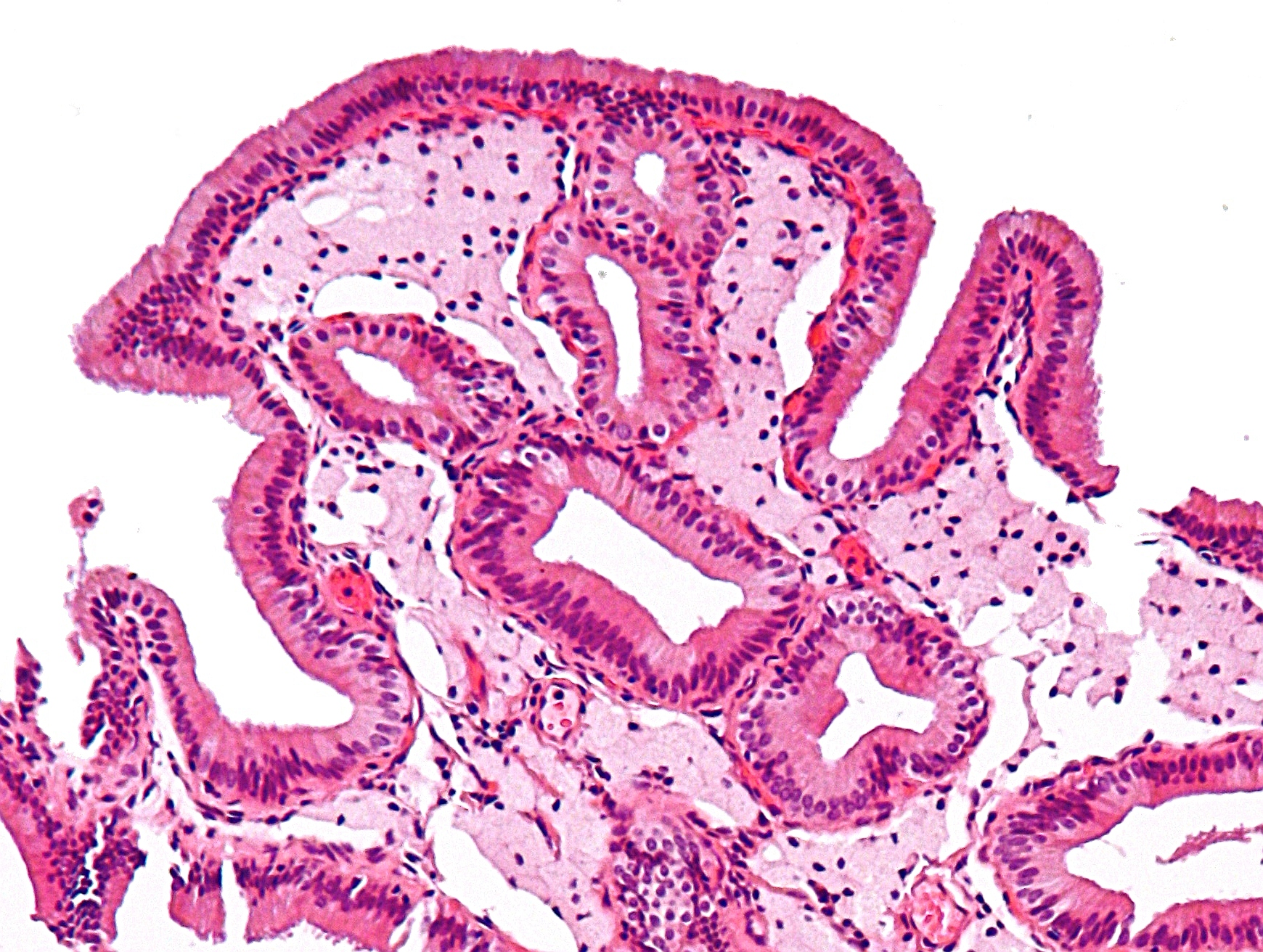
Micrografía de colesterolosis de la vesícula biliar